# Cyanocorax affinis
La chara pechinegra, urraca de pecho negro o carriquí pechiblanco (Cyanocorax affinis) es una especie de ave paseriforme de la familia Corvidae propia de América Central y el noroeste de América del Sur. Se encuentra en Colombia, Costa Rica, Panamá y Venezuela, por debajo de los 2.700 m. s. n. m. Su hábitat natural  son los bosques tropicales, aunque también vive en bosques muy degradados. En Colombia lo llaman chau chau por su extraño canto.

## Descripción

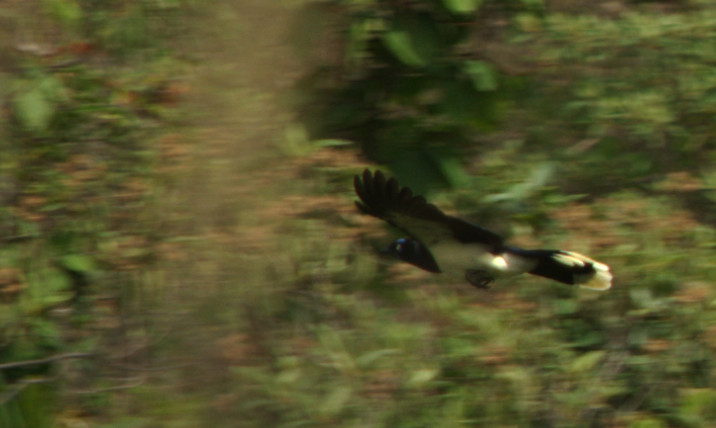
En vuelo

Mide 34 cm de longitud. Se distingue fácilmente por su patrón facial y ojo amarillo. La cabeza, la cara y el pecho son en su mayoría negros con manchas violetas a azules por encima y por debajo del ojo, así como una franja malar violeta azulada. Los juveniles no poseen estas manchas. Las partes inferiores son blancas como lo es la punta de la cola, mientras que las partes superiores y las alas son principalmente de color azul violáceo oscuro.

## Alimentación
Su dieta suele consistir de frutas, bayas e invertebrados. Ocasionalmente consume vertebrados pequeños, como ranas, geckos o lagartijas. Es común que siga a las hormigas legionarias para alimentarse de otros insectos ahuyentados por su paso.

## Comportamiento
Se caracteriza por ser una especie ruidosa y gregaria, aunque discreta y tímida, sobre todo con el contacto humano. Suele forrajear en grupos de entre 3 a 8 individuos, a nivel del suelo y rara vez al descubierto. Forrajea en todos los niveles del bosque, moviéndose entre los árboles y sobre la tierra mediante saltos largos y ágiles. Suele esconderse entre el follaje y rara vez vuela sobre espacios abiertos.

## Reproducción
Se da entre enero y mayo. Es monógamo, y se presume que es un reproductor social. Tanto el macho como la hembra participan en la elección del sitio y la construcción del nido, aunque esta toma un papel predominante en la incubación, que dura 17 días. La talla media de cada puesta es de cuatro huevos, de color gris humo.